# Джон Вікерс
Джо́натан Стю́арт Ві́керс, Джон Вікерс (англ. Jonathan Stewart 'Jon' Vickers; 19 жовтня 1926, Принс-Альберті, Саскачеван — 10 липня 2015) — канадський героїчний тенор, почесний доктор низки університетів, член Зала слави великих американських співаків Академії вокалу (Філадельфія), компаньйон Ордена Канади.

## Біографія і творчість
Джонатан Вікерс народився в місті Принс-Альберт в Саскачевані. Він був шостою дитиною в сім'ї. Уже в три роки, з його власних спогадів, він співав у церковному хорі на Різдво. А до закінчення середньої школи мав сильного стійкого тенора, й співав як у церковних хорах, так і в невеликих театрах, де виконував ролі в оперетах.
1946 року Вікерс став помічником менеджера в мережевій крамниці, але незабаром співоча кар'єра забрала весь його час. За порадою сопрано Мері Моррісон Вікерс відправив запис свого вокалу диригентові й педагогу Етторе Мадзолені, що на ту пору викладав у Торонтській музичній консерваторії, й 1950 року був зарахований до неї студентом у клас Джорджа Ламберта. Уже в перший рік навчання Вікерс виконував соло у виконанні «Месії» в Університеті Західної Онтаріо і на канадській прем'єрі брукнерівського Te Deum у виконанні об'єднаного хору Торонтської консерваторії, а восени 1951 року виконував «Месію» вже з торонтським Мендельсонцвським хором. 1952 року він виграв молодіжний конкурс Канадського радіо.
Попри численні виступи за роки навчання, закінчивши 1955 року консерваторію Вікерс не дістає жодної пропозиції постійної роботи поза межами Канади. Тільки після того, як він виступив у ролі Чоловічого Хору в «Нарузі Лукреції» Бріттена на Стратфордському фестивалі й у ролі Хосе в постановці «Кармен» у Канадській опері, він дістає за рекомендаціями своєї партнерки за «Кармен» Регіни Резник запрошення до Нью-Йорка. Паралельно з ним уклав трирічний контракт лондонський Ковент-Гарден. Дебютною роллю в Ковент-Гардені стала для Вікерса партія Річарда в «Балі-маскараді» Верді в січні 1957 року, а після захоплених відгуків критиків були ролі в «Кармен», «Доні Карлосі», «Аїді» і «Троянцях». Після дебютного виконання партії Зігмунда в «Валькірії» на Байрейтському фестивалі Вікерса стали називати найкращим інтерпретатором цієї ролі в світі. До кінця десятиліття він також співав партію Язона в «Медеї» з Марією Каллас в Далласі, потім виступав у Віденській опері, в Театрі Колон (Буенос-Айрес) і в Метрополітен-опера. Відтак він починає сольну гастрольну кар'єру, рідко з'являючись на її піку в себе на батьківщині, в Канаді, де не могли платити йому гідні гонорари (серед рідкісних винятків були виступи 1967 року на Всесвітній виставці в Монреалі, на відкритті Національного центру мистецтв в Оттаві 1969 року й на похоронах колишнього прем'єр-міністра Канади Дффенбейкера 1979 року, а також турне 1977 року Саскачеваном, що закінчилось на батьківщині співака в Принс-Альберті).
У дальші роки в репертуарі Вікерса домінують партії, написані для героїчного тенора. Улюбленою роллю Вікерса була головна партія в опері Бріттена «Пітер Граймс». У його виконанні цієї партії критики відзначали рідкісну для оперних постановок драматичну компоненту. Незвичайними були також його інтерпретації партій Отелло (якого він називав «Юлієм Цезарем Венеційської імперії») і Трістана. Вікерс довго й продуктивно співпрацював із Гербертом фон Караяном. Разом вони записували «Валькірію», «Трістана та Ізольду» й «Фіделіо», а також знімали телевізійні постановки «Отелло» і «Паяци».
Після 1966 року Вікерс обмежує кількість своїх виступів до 65 на рік, решту часу проводячи з родиною на фермі в Онтаріо. 1973 року вони з родиною перебираються на Бермуди. Вікерс оголосив про закінчення кар'єри 1988 року.

## Визнання заслуг
Джон Вікерс є почесним доктором Університету Саскачевану (1963), Університету Гуелфа (1977), Університету Лаваля (1978), Університету Квінс (1984), Університету Макмастера (1985), Торонтського університету (1986) та Віндзорського університету (1989).
1968 року Вікерс був проведений в компаньйони Ордена Канади, а 1985 року став членом Залу слави великих американських співаків при Академії вокального мистецтва в Філадельфії. 1976 року Вікерс здобув Премію Молсона, а 1978 року став лауреатом призу Evening Standard в царині театрального мистецтва за роль в «Трістані та Ізольді».